# 2011 WS41
2011 WS41, também escrito como 2011 WS41, é um corpo celeste que é classificado como um damocloide. O mesmo possui uma magnitude absoluta de 21,7 e tem um diâmetro com cerca de 1,3 km.

## Descoberta
2011 WS41 foi descoberto no dia 24 de novembro de 2011 pelo Pan-STARRS 1.

## Órbita
A órbita de 2011 WS41 tem uma excentricidade de 0,946 e possui um semieixo maior de 38,310 UA. O seu periélio leva o mesmo a uma distância de 3,098 UA em relação ao Sol e seu afélio a 74,538 UA.